# Mirosław Hermaszewski
Mirosław Hermaszewski (Lipniki, 15 september 1941 – Warschau, 12 december 2022) was een Pools ruimtevaarder. 

## Carrière
In 1976 werd Hermaszewski geselecteerd om te trainen als astronaut. In 1978 ging hij als astronaut met pensioen en ontving hij de titel Held van de Sovjet-Unie. 
Hij werd in 1978 de eerste Pool in de ruimte. Zijn eerste en tevens enige ruimtevlucht was Sojoez 30 en begon op 27 juni 1978. Doel van deze missie was een koppeling uitvoeren met ruimtestation Saljoet 6 en aan boord experimenten uitvoeren.

## Privé
Hermaszewski was getrouwd en had twee kinderen. Zijn dochter trouwde in 2010 met de politicus Ryszard Czarnecki.

## Overlijden
Hermaszewski stierf op 81-jarige leeftijd in een ziekenhuis in Warschau.